# Derambila permensata
Derambila permensata là một loài bướm đêm trong họ Geometridae.